# Tomas Ledin
Tomas Folke Jonas Ledin, född 25 februari 1952 i Rätans församling, Jämtlands län, är en svensk sångare, låtskrivare, gitarrist och skivproducent.

## Biografi

### Bakgrund
Ledin föddes i Jämtlands län och växte under sina tidiga år upp i Rätan och sedan i Hölö utanför Södertälje, innan hans familj slutligen slog sig ned i Sandviken i början på 1960-talet. Sina tidiga barndomssomrar tillbringade han också i Ådalen, hos sina farföräldrar. Hans far, Folke Ledin (född 1926 i Strömnäs, död 2025) var rektor (därtill i 17 år ordförande i Sandvikens IF) och modern, Margareta, (född Moberg 1927 i Mogata, död 2020) var förskollärare; familjen omfattade även två yngre systrar. Båda föräldrarna fick som den första i sin släkt utbildning, och han har talat om de klassresor som gjorts i hans släkt. Han var en tid utbytesstudent i USA och när han återvände till Sverige vägrade han som motståndare till det pågående Vietnamkriget göra värnplikt och fick så småningom frisedel.

### Musikkarriär
Ledin framträdde på Visfestivalen i Västervik 1972, 1978 och 1979. Under Abba:s världsturné 1979-1980 var Ledin med i kören och framförde även Not Bad at All som solist. 

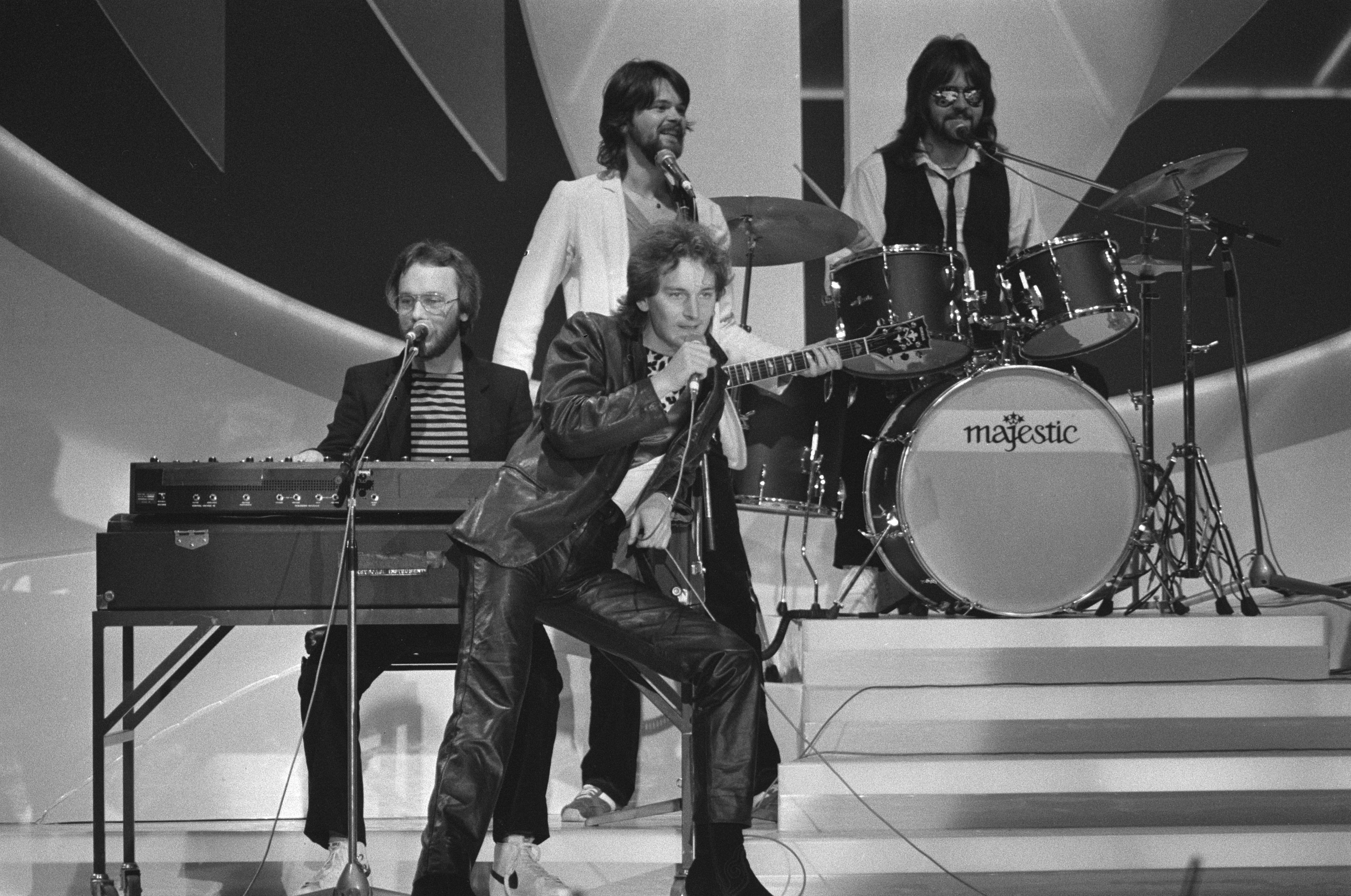
Tomas Ledin repeterar "Just nu!" inför Eurovision Song Contest 1980.

År 1982 kom Sommaren är kort, en av hans mest kända låtar. År 1985 var han tillsammans med Mikael Wiehe och Tommy Rander ledare för ANC-galan på Scandinavium i Göteborg. Tillsammans med Wiehe sitter Ledin i styrelsen för Artister mot nazister. 
År 1991 grundade Ledin konsertturnén Rocktåget som varje sommar turnerar runt om i Sverige med kända pop- och rockartister. Vid första deltävlingen av Dansbandskampen 2009 var han gäst i andra omgången, där hans låtar var kvällens tema. I andra säsongen av den svenska TV-serien Så mycket bättre var Tomas Ledin en av de medverkande.
År 2014 belönades Ledin med en Grammis i kategorin årets folkmusik/visa för albumet Höga kusten.
År 2022 firade Tomas Ledin 50 år som artist och 70 år som människa genom en stor liveshow på Avicii arena. Jubileumskonserten sändes i TV4 den 27 maj 2022.

#### Melodifestivalen
Under 70-talet var Ledin flitig deltagare i Melodifestivalen innan han till sist vann 1980 med låten "Just nu!" och representerade Sverige vid Eurovision Song Contest i Haag. Sammanlagt har han varit inblandad i åtta bidrag i tävlingen, av vilka han själv framförde fem. 2020 valdes han in i Melodifestivalen Hall of Fame för sina insatser i tävlingen.
| År   | Bidrag                    | Artist       | Placering | Notering         |
| ---- | ------------------------- | ------------ | --------- | ---------------- |
| 1972 | "Då ska jag spela"        | Tomas Ledin  | 8:a       |                  |
| 1977 | "Minns du Hollywood"      | Tomas Ledin  | 5:a       |                  |
| 1977 | "Charlie Chaplin"         | Eva Rydberg  | 7:a       | Låtskrivare      |
| 1977 | "Du och jag och sommaren" | Mats Rådberg | 10:a      | Låtskrivare      |
| 1978 | "Mademoiselle"            | Tomas Ledin  | 5:a       |                  |
| 1979 | "Det ligger i luften"     | Tomas Ledin  | 2:a       |                  |
| 1980 | "Just nu!"                | Tomas Ledin  | 1:a       | 10:e plats i ESC |
| 1989 | "Jorden är din"           | True Blue    | 10:a      | Textförfattare   |

### Familj
Ledin är sedan 1983 gift med skivbolagschefen Marie Ledin, dotter till Stikkan Anderson. Tillsammans har de två söner, John och Theo.

## Utmärkelser (urval)
1996 utsågs han till hedersmedborgare i Sandvikens kommun.
År 2021 utsågs han till hedersdoktor vid Mittuniversitetet.
År 2024 tilldelades Ledin och Eva Dahlgren Pro Finlandia-medaljen av president Alexander Stubb för deras insatser inom kultur och främjandet av relationerna mellan Sverige och Finland.

## Diskografi

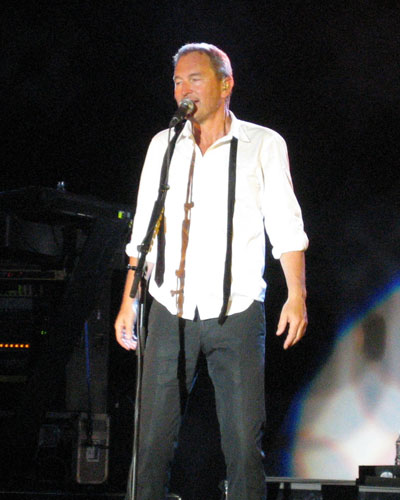
Tomas Ledin under Rocktåget sommaren 2006.

### Studioalbum
- 1972 – Restless Mind
- 1973 – Hjärtats rytm
- 1975 – Knivhuggarrock
- 1976 – Natten är ung
- 1977 – Tomas Ledin
- 1978 – Fasten Seatbelts
- 1979 – Ut på sta'n
- 1980 – Lookin' for a Good Time
- 1982 – Gränslös
- 1982 – The Human Touch
- 1983 – Captured
- 1988 – Down on the Pleasure Avenue
- 1990 – Tillfälligheternas spel
- 1993 – Du kan lita på mej
- 1996 – T
- 2000 – Djävulen & ängeln
- 2002 – Hela vägen
- 2004 – Med vidöppna fönster
- 2006 – Plektrum
- 2009 – 500 dagar om året
- 2012 – Restless Mind (bonusversion) (2012 års nyutgåva)
- 2013 – Höga kusten

### Livealbum
- 1978 – Tagen på bar gärning
- 1985 – En galen kväll
- 2003 – I sommarnattens ljus
- 2006 – Ledin Live 2006
- 2020 – Tillfälligheternas spel (Live på Nalen)

### Samlingsalbum
- 1977 – 71–73
- 1980 – Korten på bordet
- 1990 – Ett samlingsalbum
- 1997 – Sånger att älska till
- 2000 – Vuodet 1972–2000
- 2001 – Festen har börjat
- 2012 – 40/40

### EP
- 2011 – Tolkningarna

### Singlar
- 1972 – Då ska jag spela
- 1972 – Lay Me Your Body Down
- 1977 – Minns du Hollywood
- 1979 – Det ligger i luften
- 1979 – Vi ska gömma oss i varandra
- 1979 – Not Bad at All
- 1980 – Just nu!
- 1980 – Open Up!
- 1981 – Sensuella Isabella
- 1982 – Kärleken är som en studsande boll
- 1982 – Sommaren är kort
- 1982 – Never Again
- 1983 – What Are You Doing Tonight?
- 1983 – Det finns inget finare än kärleken
- 1984 – Don't Touch That Dial
- 1984 – Everybody Wants to Hear It
- 1985 – Svenska flickor
- 1988 – Who's That Lucky Guy
- 1988 – The Only One
- 1988 – Crazy About You
- 1990 – En samlingsmix
- 1990 – En del av mitt hjärta
- 1990 – Hon gör allt för att göra mig lycklig
- 1990 – Här kommer den nya tiden
- 1991 – Snart tystnar musiken
- 1991 – En dag på stranden
- 1993 – Släpp hästarna fria
- 1993 – Du kan lita på mej
- 1993 – En vind av längtan
- 1993 – Nyckeln till dej
- 1996 – Lika hopplöst förälskad
- 1996 – Varje steg för oss närmare varann
- 2000 – Hopp (om en ljusare värld)
- 2002 – En lång väg tillsammans
- 2002 – Helt galen i dig
- 2003 – En man som älskar
- 2004 – Vem kunde ana
- 2006 – Gilla läget
- 2006 – Vi är på gång – VM 2006
- 2009 – Håll ut
- 2009 – 500 dagar om året
- 2012 – Too Many Days
- 2012 – As One
- 2013 – Hammarn unner bönninga
- 2022 – När vi var unga

### Övrigt
- 2003 – Ledin: Just då! (DVD)

## Filmografi
- 1974 – Vita nejlikan eller Den barmhärtige sybariten